# Pont Clemenceau (Lyon)
Pour les articles homonymes, voir Pont Clemenceau et Pont Georges-Clemenceau.
Le pont Clemenceau est un pont franchissant la Saône à Lyon, en France. 

## Situation
Il relie le quai Jaÿr (rive droite) à l'avenue de Birmingham et au quai Joseph Gillet (rive gauche). Il dispose d'un tablier de 6,20 m dont 4,70 m de voie charretière et deux trottoirs de 75 cm.

## Origine du nom
Le pont est nommé en hommage à l'homme d'État français Georges Clemenceau (1841-1929).

## Histoire
En 1847, un premier pont, le pont Mouton, fut construit sur la Saône entre Vaise et Serin. Endommagé par les bombardements en 1944, il est reconstruit après la guerre. Comme le pont Saint-Clair, il est détruit en 1952 et remplacé par un nouveau pont construit dans l'alignement du tunnel de la Croix-Rousse, l'actuel pont Clemenceau, du nom de l'artisan de la victoire de 1918 et principal négociateur français du traité de Versailles. Ce nom est attribué au nouveau pont le 19 mars 1951, par délibération municipale.
Construit en acier, pratiquement plat, il est constitué de trois travées inégales (64,25 m au centre, 39,80 m sur la rive droite, 35,25 m sur la rive gauche) et sa largeur est de 25 mètres dont 18 pour la chaussée. Des trémies sont aménagées sur les deux rives, ce qui est une première à Lyon.
Ce pont doit constituer un axe majeur de circulation en se prolongeant par une autoroute urbaine surélevée à la hauteur du premier étage de la rue Marietton, une des fameuses LY envisagées dans les années 1950 mais elles sont rapidement abandonnées.
Depuis la réalisation du périphérique Nord, on a réduit à deux voies le passage automobile sur la rue Marietton. C'est ce projet qui permet de comprendre la forme étrange et assez disgracieuse des piles qui se prolongent en dehors de la chaussée car elles devaient initialement accueillir les bases de la travée supérieure.

## Sources
- Cet article est partiellement ou en totalité issu de l'article intitulé « Ponts de Lyon » (voir la liste des auteurs).